# Leptodeuterocopus neales
Leptodeuterocopus neales là một loài bướm đêm thuộc họ Pterophoridae. Loài này có ở Costa Rica, Ecuador, Guatemala, México, Surinam, Paraguay, Peru và Venezuela. Gần đây, nó được ghi nhận từ Florida.
Sải cánh dài khoảng 13 mm. Con trưởng thành bay vào tháng 4, tháng 8, tháng 9, tháng 10, tháng 11 và tháng 12.